# Ricci-Fluss
In der Mathematik ist der Ricci-Fluss (nach der nach Gregorio Ricci-Curbastro benannten Ricci-Krümmung) eine Deformation einer glatten riemannschen Mannigfaltigkeit {\displaystyle (M,g)} und geometrischer Fluss auf der Metrik {\displaystyle g}. Der Ricci-Fluss ist die quasilineare partielle Differentialgleichung
{\displaystyle {\frac {\partial }{\partial t}}g(t)=-2\,\operatorname {Ric} (t),\quad t\in (a,b)},
wobei {\displaystyle \operatorname {Ric} (t)} der Ricci-Tensor bezüglich der Metrik {\displaystyle g(t)} ist. Oder anders gesagt, der Ricci-Fluss weist {\displaystyle M} für jedes {\displaystyle t} eine Metrik aus der Familie {\displaystyle \{g(t)\}_{t\in (a,b)}} zu, welche die Gleichung löst.
Die Gleichung beschreibt eine zeitliche Veränderung der Metrik, die zur Folge hat, dass dort, wo die Ricci-Krümmung positiv ist, sich die Mannigfaltigkeit zusammenzieht und dort, wo sie negativ ist, sich die Mannigfaltigkeit ausdehnt. Heuristisch gilt, dass sich die Krümmung ähnlich wie eine Wärmeverteilung mit der Zeit gleichmäßig mittelt, und als Grenzfall eine Metrik konstanter Krümmung entsteht.
Dies allerdings mathematisch zu präzisieren und zu beweisen ist ein schwieriges Problem, weil Singularitäten (das heißt Entartungen der Metrik) im Fluss auftreten können, so dass sich dieser unter Umständen nicht beliebig lange fortsetzen lässt.
Eine wichtige Rolle spielt der Ricci-Fluss im Beweis der Geometrisierungs-Vermutung von 3-Mannigfaltigkeiten durch Grigori Perelman.

## Mathematische Eigenschaften
Der Ricci-Fluss ist ein Beispiel für eine Flussgleichung oder Evolutionsgleichung auf einer Mannigfaltigkeit. Andere Flussgleichungen, die nach einem ähnlichen Prinzip definiert sind, sind
- der mittlere Krümmungsfluss für eingebettete Mannigfaltigkeiten
- der harmonische Abbildungs-Fluss
- der Wärmeleitungsfluss.

Die Ricci-Gleichung selbst ist eine quasi-parabolische partielle Differentialgleichung 2. Ordnung.
Äquivalent zum Ricci-Fluss ist der normalisierte Ricci-Fluss, der die Gleichung
{\displaystyle {\frac {\partial }{\partial t}}g(t)=-2\,\operatorname {Ric} (t)+2r(t)g(t)}
löst. Durch den Korrekturterm {\displaystyle r(t)}, der die durchschnittliche Skalarkrümmung zur Zeit {\displaystyle t} angibt, wird erreicht, dass das Volumen der Mannigfaltigkeit unter dem Fluss konstant bleibt. Der normalisierte und der nicht normalisierte Ricci-Fluss unterscheiden sich nur um eine Streckung in Raumrichtung und eine Umparametrisierung der Zeit. Beispielsweise bleibt eine runde {\displaystyle n}-Sphäre unter dem normalisierten Fluss konstant, während sie unter dem nicht normalisierten Fluss in endlicher Zeit auf einen Punkt zusammenschrumpft.

## Resultate

### Eindeutigkeit
Richard S. Hamilton hat gezeigt, dass für eine abgeschlossene Riemannsche {\displaystyle C^{\infty }}-Mannigfaltigkeit {\displaystyle M} mit {\displaystyle C^{\infty }}-Anfangsmetrik {\displaystyle g_{0}} der Ricci-Fluss auf {\displaystyle M} eine gewisse Zeit lang existiert, d. h. die Ricci-Gleichung besitzt eine eindeutige {\displaystyle C^{\infty }}-Lösung {\displaystyle g(t)} für ein kleines Zeitintervall {\displaystyle [0,t_{0}),t_{0}\in (0,\infty ]} mit {\displaystyle g(0)=g_{0}}. Dies wird als Kurzzeitexistenz bezeichnet.

### 3-Mannigfaltigkeit besitzt Metrik mit konstanter positiver Schnittkrümmung
Für eine glatte kompakte 3-Mannigfaltigkeit {\displaystyle M} mit einer Riemannschen Metrik {\displaystyle g_{0}} mit positiver Ricci-Krümmung konnte Hamilton außerdem zeigen, dass der Ricci-Fluss auf {\displaystyle M} zu einer Metrik konstanter positiver Schnittkrümmung konvergiert.
Es folgt daraus, dass die 3-Mannigfaltigkeit entweder die 3-Sphäre oder ein Quotient aus der 3-Sphäre sein muss.

### Ricci-Fluss mit Chirurgie
Hamilton verwendete 1997 einen chirurgisch-modifizierten Ricci-Fluss um 4-dimensionale Mannigfaltigkeiten mit positiver isotropischer Krümmung zu klassifizieren (Ricci-Fluss mit Chirurgie, Ricci flow with surgery): Wenn eine Singularität auftritt, hat eine Umgebung der Singularität eine genau kontrollierbare Struktur, so dass sich diese Umgebung abschneiden lässt und durch eine Kappe (Halbsphäre plus Zylinder) ersetzen lässt. Auf dieser veränderten Mannigfaltigkeit lässt man den Fluss dann weiterfließen. Die Schwierigkeit dieser Methode liegt darin, Abschätzungen gewisser Größen auf die veränderte Mannigfaltigkeit zu übertragen und dadurch zu garantieren, dass sich die Zeitpunkte, an denen Singularitäten auftreten, nicht häufen können.
Grigori Perelman verwendete eine ähnliche Methode für den 3-dimensionalen Fall ohne Voraussetzungen und bewies dadurch die Poincaré-Vermutung.